# Hospital General Universitario Santa Lucía
El Hospital General Universitario Santa Lucía es un establecimiento sanitario de la ciudad española de Cartagena (Murcia) gestionado por el Servicio Murciano de Salud, organismo perteneciente a la Consejería de Salud del Gobierno de la Región de Murcia. Fue inaugurado por la princesa Letizia el 23 de febrero de 2011 y se encuentra en el paraje de Los Arcos de la Diputación de Santa Lucía, a 2 km de Cartagena.

## Área de influencia
El hospital presta servicio al área de salud de referencia II de la Región de Murcia, que engloba los municipios de Cartagena, Fuente Álamo, La Unión y Mazarrón. La población atendida es de aproximadamente 279.000 habitantes con tarjeta sanitaria individual. Su servicio de hemodinámica atiende también a pacientes del Área de Salud VIII, que incluye al resto de municipios del Mar Menor.

## Asistencia sanitaria
| Recurso                               | Cantidad |
| ------------------------------------- | -------- |
| Camas                                 | 667      |
| Locales de consulta                   | 115      |
| Paritorios                            | 8        |
| Puestos de hospital de día médico     | 33       |
| Puestos de hospital de día quirúrgico | 26       |
| Quirófanos                            | 14       |

## Cartera de servicios

### Área Médica
- Alergia
- Cardiología
- Digestivo
- Endocrinología y Nutrición
- Geriatría
- Hematología
- Medicina Interna
- Nefrología
- Neonatología
- Neumología
- Neurología
- Oncología Médica
- Pediatría
- Psicología
- Psiquiatría
- Reumatología

### Área Quirúrgica
- Angiología Cirugía Vascular
- Cirugía General y Digestivo
- Cirugía Maxilofacial
- Cirugía Pediátrica
- Cirugía Plástica y Reparadora
- Dermatología
- Obstetricia y Ginecología
- Oftalmología
- Otorrinolaringología
- Traumatología y Cirugía Ortopédica
- Urología

### Servicios Centrales
- Análisis Clínicos
- Anestesia Reanimación
- Anatomía Patológica
- Bioquímica Clínica
- Farmacia Hospitalaria
- Microbiología
- Medicina Intensiva - MIV
- Medicina Nuclear
- Neurofisiología clínica
- Oncología Radioterápica
- Radiodiagnóstico
- Rehabilitación

## Nuevos recursos
La Unidad de Neonatología (Servicio de Pediatría) cuenta con un banco de leche materna.

## Accesos

### Por carretera
El acceso principal se encuentra en la autovía CT-33. La vía RM-F46 también dispone de conexión con el hospital.

### En autobús
La siguiente línea urbana de TUCARSA presta servicio al complejo:
| Línea | Recorrido                                                |
| ----- | -------------------------------------------------------- |
| 18    | Cartagena (Paseo de Alfonso XIII) - Hospital Santa Lucía |

### Tren
Existe un apeadero llamado Hospital, servido por la siguiente línea de Renfe Cercanías AM:
| Línea | Recorrido              |
| ----- | ---------------------- |
|       | Cartagena - Los Nietos |